# Демидово (Калининградская область)
Демидово — посёлок в Гвардейском городском округе Калининградской области. До 2014 года входил в состав Славинского сельского поселения.

## История
Грос Удербаллен был основан в 1684 году, Аугступёнен — в 1689 году.
В 1938 году Грос Удербаллен был переименован в Гросудерталь, Аугступёнен — в Удерёе.
В 1946 году населённые пункты были объединены в посёлок Демидово.

## Население
| 2002 | 2010 |
| ---- | ---- |
| 116  | ↘91  |